# Vania King
Pour les articles homonymes, voir King.
Vania King, née le 3 février 1989 à Monterey Park, est une joueuse de tennis américaine, professionnelle entre 2006 et 2021.
Elle a remporté quinze tournois WTA en double dames, dont le tournoi de Wimbledon 2010 et l'US Open 2010 aux côtés de Yaroslava Shvedova. En simple, elle s'est imposée en 2006 à l'Open de Thaïlande.

## Biographie
Les parents de Vania King ont quitté Taïwan pour les États-Unis en 1982. Elle est la plus jeune d'une famille de quatre enfants. Son frère Phillip a été quatre fois All-American à l'Université Duke et double champion junior américain.
En février 2020, elle annonce qu'elle mettra un terme à sa carrière sportive, après le tournoi de Charleston, prévu initialement du 6 au 12 avril. Cependant, en raison de la pandémie de coronavirus, l'édition est annulée. Elle a disputé - inconsciemment - son tout dernier match officiel le 6 mars, en 1/4 de finale du double à Indian Wells, avec sa partenaire, la Russe Vera Zvonareva.

## Palmarès

### Titre en simple dames
| No | Date       | Nom et lieu du tournoi | Catégorie | Dotation  | Surface    | Finaliste           | Score         |          |
| -- | ---------- | ---------------------- | --------- | --------- | ---------- | ------------------- | ------------- | -------- |
| 1  | 09-10-2006 | PTT Open, Bangkok      | Tier III  | 200 000 $ | Dur (ext.) | Tamarine Tanasugarn | 2-6, 6-4, 6-4 | Parcours |

### Finales en simple dames
| No | Date       | Nom et lieu du tournoi         | Catégorie | Dotation  | Surface    | Vainqueure     | Score         |          |
| -- | ---------- | ------------------------------ | --------- | --------- | ---------- | -------------- | ------------- | -------- |
| 1  | 16-09-2013 | Int'l Women's Open, Guangzhou  | Intern'l  | 500 000 $ | Dur (ext.) | Zhang Shuai    | 7-61, 6-1     | Parcours |
| 2  | 01-08-2016 | Jiangxi Women's Open, Nanchang | Intern'l  | 250 000 $ | Dur (ext.) | Duan Ying-Ying | 1-6, 6-4, 6-2 | Parcours |

### Titres en double dames
| No | Date       | Nom et lieu du tournoi                  | Catégorie | Dotation     | Surface         | Partenaire          | Finalistes                                | Score            |          |
| -- | ---------- | --------------------------------------- | --------- | ------------ | --------------- | ------------------- | ----------------------------------------- | ---------------- | -------- |
| 1  | 02-10-2006 | Japan Open Tokyo                        | Tier III  | 175 000 $    | Dur (ext.)      | Jelena Kostanić     | Chan Yung-jan Chuang Chia-jung            | 7-62, 5-7, 6-2   | Parcours |
| 2  | 09-10-2006 | PTT Open Bangkok                        | Tier III  | 200 000 $    | Dur (ext.)      | Jelena Kostanić     | Mariana Díaz-Oliva Natalie Grandin        | 7-5, 2-6, 7-5    | Parcours |
| 3  | 14-05-2007 | GP Princesse Lalla Meryem Fès           | Tier IV   | 145 000 $    | Terre (ext.)    | Sania Mirza         | Andreea Ehritt-Vanc Anastasia Rodionova   | 6-1, 6-2         | Parcours |
| 4  | 17-09-2007 | Sunfeast Open Calcutta                  | Tier III  | 175 000 $    | Dur (int.)      | Alla Kudryavtseva   | Alberta Brianti Mariya Koryttseva         | 6-1, 6-4         | Parcours |
| 5  | 15-09-2008 | Pan Pacific Open Tokyo                  | Tier I    | 1 340 000 $  | Dur (ext.)      | Nadia Petrova       | Lisa Raymond Samantha Stosur              | 6-1, 6-4         | Parcours |
| 6  | 27-10-2008 | Challenge Bell Québec                   | Tier III  | 175 000 $    | Moquette (int.) | Anna-Lena Grönefeld | Jill Craybas Tamarine Tanasugarn          | 7-63, 6-4        | Parcours |
| 7  | 05-01-2009 | Brisbane International Brisbane         | Intern'l  | 220 000 $    | Dur (ext.)      | Anna-Lena Grönefeld | Klaudia Jans Alicja Rosolska              | 3-6, 7-5, [10-5] | Parcours |
| 8  | 14-09-2009 | Challenge Bell Québec                   | Intern'l  | 220 000 $    | Moquette (int.) | Barbora Z. Strýcová | Sofia Arvidsson Séverine Beltrame         | 6-1, 6-3         | Parcours |
| 9  | 15-02-2010 | Cellular South Cup Memphis              | Intern'l  | 220 000 $    | Dur (int.)      | Michaëlla Krajicek  | Bethanie Mattek-Sands Meghann Shaughnessy | 7-5, 6-2         | Parcours |
| 10 | 17-05-2010 | Internationaux de Strasbourg Strasbourg | Intern'l  | 220 000 $    | Terre (ext.)    | Alizé Cornet        | Alla Kudryavtseva Anastasia Rodionova     | 3-6, 6-4, [10-7] | Parcours |
| 11 | 21-06-2010 | The Championships Wimbledon             | G. Chelem | 9 781 631 $  | Gazon (ext.)    | Yaroslava Shvedova  | Elena Vesnina Vera Zvonareva              | 7-66, 6-2        | Parcours |
| 12 | 30-08-2010 | US Open New York                        | G. Chelem | 10 258 000 $ | Dur (ext.)      | Yaroslava Shvedova  | Liezel Huber Nadia Petrova                | 2-6, 6-4, 7-64   | Parcours |
| 13 | 15-08-2011 | Western & Southern Open Cincinnati      | Premier 5 | 2 050 000 $  | Dur (ext.)      | Yaroslava Shvedova  | Natalie Grandin Vladimíra Uhlířová        | 6-4, 3-6, [11-9] | Parcours |
| 14 | 17-10-2011 | Kremlin Cup Moscou                      | Premier   | 721 000 $    | Dur (int.)      | Yaroslava Shvedova  | Anastasia Rodionova Galina Voskoboeva     | 7-63, 6-3        | Parcours |
| 15 | 03-01-2016 | Shenzhen Open Shenzhen                  | Intern'l  | 500 000 $    | Dur (ext.)      | Monica Niculescu    | Xu Yifan Zheng Saisai                     | 6-1, 6-4         | Parcours |

### Finales en double dames
| No | Date       | Nom et lieu du tournoi               | Catégorie | Dotation     | Surface         | Vainqueures                           | Partenaire          | Score             |          |
| -- | ---------- | ------------------------------------ | --------- | ------------ | --------------- | ------------------------------------- | ------------------- | ----------------- | -------- |
| 1  | 25-09-2006 | International Women’s Open Guangzhou | Tier III  | 175 000 $    | Dur (ext.)      | Li Ting Sun Tiantian                  | Jelena Kostanić     | 6-4, 2-6, 7-5     | Parcours |
| 2  | 29-01-2007 | Pan Pacific Open Tokyo               | Tier I    | 1 340 000 $  | Moquette (int.) | Lisa Raymond Samantha Stosur          | Rennae Stubbs       | 7-66, 3-6, 7-5    | Parcours |
| 3  | 24-09-2007 | International Women’s Open Guangzhou | Tier III  | 175 000 $    | Dur (ext.)      | Peng Shuai Yan Zi                     | Sun Tiantian        | 6-3, 6-4          | Parcours |
| 4  | 01-10-2007 | Japan Open Championships Tokyo       | Tier III  | 175 000 $    | Dur (ext.)      | Sun Tiantian Yan Zi                   | Chuang Chia-jung    | 1-6, 6-2, [10-6]  | Parcours |
| 5  | 04-02-2008 | Women's Open Pattaya                 | Tier IV   | 170 000 $    | Dur (ext.)      | Chan Yung-jan Chuang Chia-jung        | Hsieh Su-wei        | 6-4, 6-3          | Parcours |
| 6  | 01-03-2010 | Abierto Monterrey Monterrey          | Intern'l  | 220 000 $    | Dur (ext.)      | Iveta Benešová Barbora Z. Strýcová    | Anna-Lena Grönefeld | 3-6, 6-4, [10-8]  | Parcours |
| 7  | 12-04-2010 | Family Circle Cup Charleston         | Premier   | 700 000 $    | Terre (ext.)    | Liezel Huber Nadia Petrova            | Michaëlla Krajicek  | 6-3, 6-4          | Parcours |
| 8  | 13-06-2010 | Unicef Open Bois-le-Duc              | Intern'l  | 220 000 $    | Gazon (ext.)    | Alla Kudryavtseva Anastasia Rodionova | Yaroslava Shvedova  | 3-6, 6-3, [10-6]  | Parcours |
| 9  | 28-02-2011 | Monterrey Open Monterrey             | Intern'l  | 220 000 $    | Dur (ext.)      | Iveta Benešová Barbora Z. Strýcová    | Anna-Lena Grönefeld | 6-78, 6-2, [10-6] | Parcours |
| 10 | 09-05-2011 | Internazionali d'Italia Rome         | Premier 5 | 2 050 000 $  | Terre (ext.)    | Peng Shuai Zheng Jie                  | Yaroslava Shvedova  | 6-2, 6-3          | Parcours |
| 11 | 29-08-2011 | US Open New York                     | G. Chelem | 10 768 000 $ | Dur (ext.)      | Liezel Huber Lisa Raymond             | Yaroslava Shvedova  | 4-6, 7-65, 7-63   | Parcours |
| 12 | 10-10-2011 | Japan Women's Open Osaka             | Intern'l  | 220 000 $    | Dur (ext.)      | Kimiko Date-Krumm Zhang Shuai         | Yaroslava Shvedova  | 7-5, 3-6, [11-9]  | Parcours |
| 13 | 09-07-2012 | Bank of the West Classic Stanford    | Premier   | 740 000 $    | Dur (ext.)      | Marina Erakovic Heather Watson        | Jarmila Gajdošová   | 7-5, 7-67         | Parcours |
| 14 | 16-07-2012 | Mercury Insurance Open Carlsbad      | Premier   | 740 000 $    | Dur (ext.)      | Raquel Kops-Jones Abigail Spears      | Nadia Petrova       | 6-2, 6-4          | Parcours |
| 15 | 17-09-2012 | Korea Open Séoul                     | Intern'l  | 500 000 $    | Dur (ext.)      | Raquel Kops-Jones Abigail Spears      | Akgul Amanmuradova  | 2-6, 6-2, [10-8]  | Parcours |
| 16 | 16-09-2013 | Int'l Women's Open Guangzhou         | Intern'l  | 500 000 $    | Dur (ext.)      | Hsieh Su-wei Peng Shuai               | Galina Voskoboeva   | 6-3, 4-6, [12-10] | Parcours |
| 17 | 07-04-2014 | Claro Open Colsanitas Bogota         | Intern'l  | 250 000 $    | Terre (ext.)    | Lara Arruabarrena Caroline Garcia     | Chanelle Scheepers  | 7-65, 6-4         | Parcours |
| 18 | 13-06-2016 | Aegon Classic Birmingham Birmingham  | Premier   | 846 000 $    | Gazon (ext.)    | Karolína Plíšková Barbora Strýcová    | Alla Kudryavtseva   | 6-3, 7-61         | Parcours |

### Finale en double mixte
| No | Date       | Nom et lieu du tournoi | Catégorie | Dotation     | Surface      | Vainqueures            | Partenaire   | Score             |          |
| -- | ---------- | ---------------------- | --------- | ------------ | ------------ | ---------------------- | ------------ | ----------------- | -------- |
| 1  | 24-05-2009 | Roland-Garros Paris    | G. Chelem | 10 009 638 $ | Terre (ext.) | Liezel Huber Bob Bryan | Marcelo Melo | 5-7, 7-65, [10-7] | Parcours |

### Finale en double en WTA 125
| No | Date       | Nom et lieu du tournoi                | Catégorie | Dotation  | Surface    | Vainqueures                      | Partenaire     | Score    |          |
| -- | ---------- | ------------------------------------- | --------- | --------- | ---------- | -------------------------------- | -------------- | -------- | -------- |
| 1  | 26-02-2018 | Oracle Challenger Series Indian Wells | WTA 125   | 150 000 $ | Dur (ext.) | Taylor Townsend Yanina Wickmayer | Jennifer Brady | 6-4, 6-4 | Parcours |

## Parcours en Grand Chelem

### En simple dames
| Année | Open d'Australie                                     | Open d'Australie                                    | Internationaux de France                       | Internationaux de France                           | Wimbledon       | Wimbledon          | US Open         | US Open             |
| ----- | ---------------------------------------------------- | --------------------------------------------------- | ---------------------------------------------- | -------------------------------------------------- | --------------- | ------------------ | --------------- | ------------------- |
| 2005  | -                                                    | -                                                   | -                                              | -                                                  | -               | -                  | 2e tour (1/32)  | Nathalie Dechy      |
| 2006  | Q3 \|\| style="text-align:left" \| Ashley Harkleroad | 1er tour (1/64)                                     | Viktoriya Kutuzova                             | 2e tour (1/32)                                     | Jelena Janković | 2e tour (1/32)     | Justine Henin   |                     |
| 2007  | 1er tour (1/64)                                      | Ana Ivanović                                        | 1er tour (1/64)                                | Akgul Amanmuradova                                 | 1er tour (1/64) | Nadia Petrova      | 1er tour (1/64) | Meghann Shaughnessy |
| 2008  | 1er tour (1/64)                                      | Daniela Hantuchová                                  | 2e tour (1/32)                                 | Svetlana Kuznetsova                                | 1er tour (1/64) | Anne Keothavong    | 1er tour (1/64) | A. Pavlyuchenkova   |
| 2009  | Q3 \|\| style="text-align:left" \| Alberta Brianti   | Q2 \|\| style="text-align:left" \| Nina Bratchikova | 2e tour (1/32)                                 | Flavia Pennetta                                    | 3e tour (1/16)  | Daniela Hantuchová |                 |                     |
| 2010  | 2e tour (1/32)                                       | Roberta Vinci                                       | 1er tour (1/64)                                | B. Mattek-Sands                                    | 1er tour (1/64) | Daniela Hantuchová | 2e tour (1/32)  | Daniela Hantuchová  |
| 2011  | 2e tour (1/32)                                       | Caroline Wozniacki                                  | 3e tour (1/16)                                 | Petra Kvitová                                      | 1er tour (1/64) | Petra Martić       | 3e tour (1/16)  | Caroline Wozniacki  |
| 2012  | 3e tour (1/16)                                       | Ana Ivanović                                        | 2e tour (1/32)                                 | Dominika Cibulková                                 | 1er tour (1/64) | Petra Cetkovská    | 1er tour (1/64) | Yaroslava Shvedova  |
| 2013  | 1er tour (1/64)                                      | Maria Kirilenko                                     | 2e tour (1/32)                                 | Sloane Stephens                                    | 1er tour (1/64) | Alizé Cornet       | 1er tour (1/64) | Kaia Kanepi         |
| 2014  | 1er tour (1/64)                                      | C. Suárez Navarro                                   | 1er tour (1/64)                                | Taylor Townsend                                    | 1er tour (1/64) | Yvonne Meusburger  | 2e tour (1/32)  | Serena Williams     |
| 2015  | -                                                    | -                                                   | -                                              | -                                                  | -               | -                  | 1er tour (1/64) | Roberta Vinci       |
| 2016  | 2e tour (1/32)                                       | Barbora Strýcová                                    | Q2 \|\| style="text-align:left" \| Fiona Ferro | Q3 \|\| style="text-align:left" \| Luksika Kumkhum | 2e tour (1/32)  | Serena Williams    |                 |                     |
| 2017  | 1er tour (1/64)                                      | Natalia Vikhlyantseva                               | -                                              | -                                                  | -               | -                  | -               | -                   |
| 2018  | -                                                    | -                                                   | 1er tour (1/64)                                | Mihaela Buzărnescu                                 | -               | -                  | 2e tour (1/32)  | Rebecca Peterson    |

À droite du résultat, l'ultime adversaire.

### En double dames
| Année | Open d'Australie               | Open d'Australie           | Internationaux de France     | Internationaux de France   | Wimbledon                     | Wimbledon                  | US Open                      | US Open                     |
| ----- | ------------------------------ | -------------------------- | ---------------------------- | -------------------------- | ----------------------------- | -------------------------- | ---------------------------- | --------------------------- |
| 2005  | —                              | —                          | —                            | —                          | —                             | —                          | 1er tour (1/32) Alexa Glatch | D. Hantuchová Ai Sugiyama   |
| 2006  | —                              | —                          | 1er tour (1/32) Amy Frazier  | I. Benešová B. Z. Strýcová | 1er tour (1/32) Melinda Czink | Yan Zi Zheng Jie           | 2e tour (1/16) Amy Frazier   | Ruano Pascual Paola Suárez  |
| 2007  | 2e tour (1/16) J. Kostanić     | N. Dechy V. Zvonareva      | 1er tour (1/32) J. Kostanić  | E. Gagliardi F. Schiavone  | 1er tour (1/32) J. Kostanić   | Jill Craybas L. Granville  | 3e tour (1/8) Émilie Loit    | K. Srebotnik Ai Sugiyama    |
| 2008  | 1er tour (1/32) Nicole Pratt   | Maret Ani Meilen Tu        | 1er tour (1/32) Hsieh Su-wei | S. Beltrame M. Johansson   | 3e tour (1/8) Kudryavtseva    | Cara Black Liezel Huber    | 1er tour (1/32) Kudryavtseva | A.-L. Grönefeld P. Schnyder |
| 2009  | 1er tour (1/32) Sania Mirza    | V. Dushevina Olga Savchuk  | 3e tour (1/8) M. Niculescu   | Cara Black Liezel Huber    | 1/4 de finale A.-L. Grönefeld | S. Williams V. Williams    | 3e tour (1/8) M. Niculescu   | N. Llagostera M.J. Martínez |
| 2010  | 2e tour (1/16) A.-L. Grönefeld | V. Azarenka S. Kuznetsova  | 2e tour (1/16) M. Krajicek   | Nadia Petrova Sam Stosur   | Victoire Y. Shvedova          | Elena Vesnina V. Zvonareva | Victoire Y. Shvedova         | Liezel Huber Nadia Petrova  |
| 2011  | 1er tour (1/32) Parra Santonja | A. Dulgheru M. Rybáriková  | 1/2 finale Y. Shvedova       | A. Hlaváčková L. Hradecká  | 2e tour (1/16) Y. Shvedova    | S. Lisicki S. Stosur       | Finale Y. Shvedova           | Liezel Huber Lisa Raymond   |
| 2012  | 1/4 de finale Y. Shvedova      | A. Hlaváčková L. Hradecká  | 1/4 de finale Y. Shvedova    | M. Kirilenko Nadia Petrova | 1er tour (1/32) Y. Schnack    | I. Benešová B. Z. Strýcová | 3e tour (1/8) Y. Shvedova    | Julia Görges Květa Peschke  |
| 2013  | 1er tour (1/32) Y. Shvedova    | Shuko Aoyama Irina Falconi | 3e tour (1/8) M. Niculescu   | Nadia Petrova K. Srebotnik | 3e tour (1/8) Zheng Jie       | Nadia Petrova K. Srebotnik | 2e tour (1/16) M. Rybáriková | Nadia Petrova K. Srebotnik  |
| 2014  | 2e tour (1/16) G. Voskoboeva   | L. Hradecká M. Krajicek    | 1er tour (1/32) Zheng Jie    | Tatjana Maria E. Svitolina | 1er tour (1/32) P. Cetkovská  | Madison Keys Alison Riske  | 3e tour (1/8) Lisa Raymond   | E. Makarova Elena Vesnina   |
| 2015  | —                              | —                          | —                            | —                          | —                             | —                          | 2e tour (1/16) Zheng Saisai  | M. Krajicek B. Strýcová     |
| 2016  | 1/4 de finale Kudryavtseva     | Julia Görges Ka. Plíšková  | 1er tour (1/32) Kudryavtseva | M. Gasparyan S. Kuznetsova | 2e tour (1/16) Kudryavtseva   | Chr. McHale J. Ostapenko   | 3e tour (1/8) M. Niculescu   | E. Makarova Elena Vesnina   |
| 2017  | 3e tour (1/8) Y. Shvedova      | Mirjana Lučić A. Petkovic  | —                            | —                          | —                             | —                          | —                            | —                           |
| 2018  | 1/4 de finale Jennifer Brady   | I.-C. Begu M. Niculescu    | 3e tour (1/8) Jennifer Brady | Irina Bara M. Buzărnescu   | 3e tour (1/8) K. Srebotnik    | G. Dabrowski Xu Yifan      | 1er tour (1/32) K. Srebotnik | N. Stojanović Fanny Stollár |
| 2019  | 1er tour (1/32) A-L. Grönefeld | Shuko Aoyama L. Marozava   | —                            | —                          | —                             | —                          | 1/2 finale C. Dolehide       | E. Mertens A. Sabalenka     |
| 2020  | 1er tour (1/32) Chr. McHale    | B. Pera R. Voráčová        | —                            | —                          | Annulé                        | Annulé                     | —                            | —                           |

N.B. : le nom du ou de la partenaire se trouve sous le résultat ; le nom des ultimes adversaires se trouve à droite.

### En double mixte
| Année | Open d'Australie                                                                | Open d'Australie                                                                 | Internationaux de France                                                                | Internationaux de France                                                               | Wimbledon                    | Wimbledon                   | US Open                       | US Open                        |
| ----- | ------------------------------------------------------------------------------- | -------------------------------------------------------------------------------- | --------------------------------------------------------------------------------------- | -------------------------------------------------------------------------------------- | ---------------------------- | --------------------------- | ----------------------------- | ------------------------------ |
| 2004  | —                                                                               | —                                                                                | —                                                                                       | —                                                                                      | —                            | —                           | 1er tour (1/16) Glenn Weiner  | Chanda Rubin S. Humphries      |
| 2006  | —                                                                               | —                                                                                | —                                                                                       | —                                                                                      | —                            | —                           | 1/4 de finale V. Spadea       | Shaughnessy J. Gimelstob       |
| 2007  | —                                                                               | —                                                                                | 1er tour (1/16) F. Čermák                                                               | Sania Mirza F. Santoro                                                                 | 2e tour (1/16) V. Spadea     | Alicia Molik J. Björkman    | 2e tour (1/8) V. Spadea       | V. Azarenka Max Mirnyi         |
| 2008  | 1er tour (1/16) Kevin Ullyett                                                   | Sun Tiantian N. Zimonjić                                                         | —                                                                                       | —                                                                                      | 1er tour (1/32) David Martin | Nadia Petrova D. Toursounov | —                             | —                              |
| 2009  | —                                                                               | —                                                                                | Finale Marcelo Melo                                                                     | Liezel Huber Bob Bryan                                                                 | 1er tour (1/32) Jordan Kerr  | M. Niculescu Andrei Pavel   | 1er tour (1/16) Marcelo Melo  | Liezel Huber M. Bhupathi       |
| 2010  | —                                                                               | —                                                                                | 1/2 finale Chr. Kas                                                                     | Y. Shvedova Julian Knowle                                                              | 1er tour (1/32) Chr. Kas     | Sarah Borwell Colin Fleming | 1er tour (1/16) Horia Tecău   | Květa Peschke A.-U.-H. Qureshi |
| 2011  | 1er tour (1/16) Marcelo Melo                                                    | Shaughnessy Andy Ram                                                             | 1er tour (1/16) Daniel Nestor                                                           | Chan Yung-jan Eric Butorac                                                             | 1er tour (1/32) Dustin Brown | E. Baltacha Ken Skupski     | 1er tour (1/16) Rohan Bopanna | B. Z. Strýcová Ph. Petzschner  |
| 2013  | 1er tour (1/16) Marcelo Melo                                                    | Y. Shvedova Denis Istomin                                                        | —                                                                                       | —                                                                                      | —                            | —                           | —                             | —                              |
| 2014  | —                                                                               | —                                                                                | —                                                                                       | —                                                                                      | 2e tour (1/16) T. Bednarek   | Chan Hao-ching Max Mirnyi   | —                             | —                              |
| 2017  | 1er tour (1/16) A.-U.-H. Qureshi                                                | I.-C. Begu Horia Tecău                                                           | —                                                                                       | —                                                                                      | —                            | —                           | —                             | —                              |
| 2018  | 1/8 de finale F. Škugor \|\| style="text-align:left;" \| Tímea Babos R. Bopanna | 1/8 de finale F. Škugor \|\| style="text-align:left;" \| Latisha Chan Ivan Dodig | 1er tour (1/32) F. Škugor \|\| style="text-align:left;" \| Kirsten Flipkens Robin Haase | 1er tour (1/16) Nick Monroe \|\| style="text-align:left;" \| Chr. McHale Chr. Harrison |                              |                             |                               |                                |

Source : (en) Classements de Vania King sur le site officiel de la Fédération internationale de tennis

## Parcours en «Premier Mandatory» et «Premier 5»
Découlant d'une réforme du circuit WTA inaugurée en 2009, les tournois WTA « Premier Mandatory » et « Premier 5 » constituent les catégories d'épreuves les plus prestigieuses, après les quatre levées du Grand Chelem.

### En double dames
N.B. : le nom de la partenaire se trouve sous le résultat ; le nom des ultimes adversaires se trouve à droite.

## Classements WTA en fin de saison
| Année          | 2004 | 2005 | 2006 | 2007 | 2008 | 2009 | 2010 | 2011 | 2012 | 2013 | 2014 | 2015 | 2016 | 2017 | 2018 | 2019 | 2020 | 2021 |
| Rang en simple | 825  | 202  | 50   | 107  | 129  | 79   | 86   | 76   | 70   | 84   | 112  | 466  | 79   | 487  | 380  | –    | –    | –    |
| Rang en double | 636  | 357  | 59   | 27   | 34   | 32   | 4    | 6    | 22   | 51   | 77   | 271  | 23   | 92   | 36   | 79   | 84   | 337  |

Source : (en) Classements de Vania King sur le site officiel de la Fédération internationale de tennis